# Kulbaki (obwód kurski)
Kulbaki (ros. Кульбаки) – wieś (ros. село, trb. sieło) w zachodniej Rosji, centrum administracyjne sielsowietu kulbakińskiego w rejonie głuszkowskim obwodu kurskiego.

## Geografia
Miejscowość położona jest nad lewym brzegiem rzeki Siniak, 15 km od centrum administracyjnego rejonu (Głuszkowo), 111 km od Kurska.

## Historia
Pochodzenie nazwy wsi nie jest znane, ale istnieje legenda tłumacząca jej powstanie. Dawno temu przez wieś przejeżdżał jeździec pytający ludzi o kulbaczi – nikt nie wiedział, co to jest, ale on wyjaśnij im, że chodzi o uprząż dla konia. Szybko ją otrzymał, a wieś zyskała nazwę.
Wieś Kulbaki została założona w latach osiemdziesiątych XVII wieku. Wchodziła w skład ujezdu białopolskiego w guberni charkowskiej.
W lutym roku 1705 rozpoczęto budowę cerkwi.
W 1722 roku przeprowadzono spis ludności, stąd wiadomo, że wieś była własnością Iwana Matwiejewicza Dubrowskiego i że do niego należała także fabryka sukna w Głuszkowie.
Po kilku dekadach wieś weszła w skład kulbakińskiego wołostu w ujezdzie rylskim.
W roku 1897 około 95 proc. mieszkańców wsi była analfabetami.
W 1929 w Kulbakach powstało sześć kołchozów: „Nowoje ziemledielije” (pol. Nowe Rolnictwo), „Trietij Intiernacionał” (Trzecia Międzynarodówka), „Nowyj Byt” (Nowe Życie), „Krasnyj Putiłowiec”, „Wtoraja Piatiletka” (Drugi Plan Pięcioletni), „Krasnyj Oktiabr” (Czerwony Październik), a w 1937 r. – budynek szkoły średniej.
W 1941 roku hitlerowcy niemal zrównali wieś z ziemią: szkoła i inne budynki użyteczności publicznej, najlepsze domy – przestały istnieć, kołchozy ograbiono. Wieś została wyzwolona z rąk faszystów w 1943 r. W czasie całej drugiej wojny światowej zginęło 406 mieszkańców Kulbaków.
W roku 1950 założono jeden duży kołchoz „Imieni Lenina”. W latach 1961–1979 na jego terenie powstała szkoła średnia dla 640 uczniów, 3 kluby, 2 biblioteki, sklepy. W 1997 r. kołchoz przemianowano na DSO „Kulbaki”.

## Demografia
W 2010 r. miejscowość zamieszkiwało 766 osób.